# Dorman Long
Dorman Long & Co era una empresa radicada en el Reino Unido, inicialmente dedicada a la producción de acero y que se diversificó hacia la construcción de puentes metálicos. La compañía llegó a cotizar en la Bolsa de Londres.

## Historia
La empresa fue fundada por Arthur Dorman y por Albert de Lande Long, cuando adquirieron la compañía West Marsh Iron Works en 1875. En la década de 1920, Dorman Long se hizo cargo de los negocios de Bell Brothers y de Bolckow and Vaughan, y se diversificó en la construcción de puentes. En 1938, Ellis Hunter asumió el cargo de director general y continuó al frente del negocio hasta 1961.

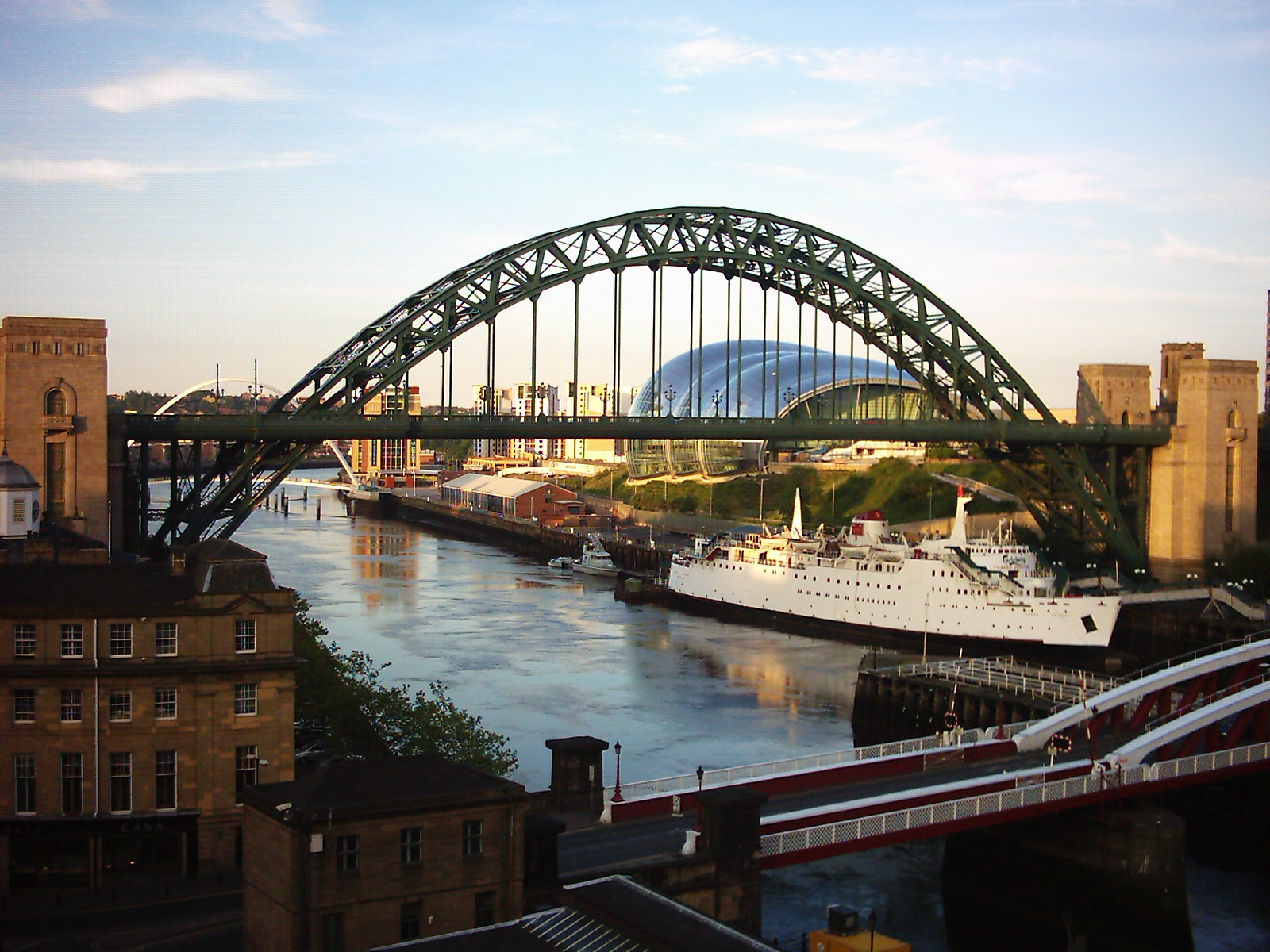
Puente del Tyne

En 1967 la compañía fue nationalizada junto con otras 13 empresas siderúrgicas británicas, y quedó incluida en la British Steel Corporation, una empresa pública de propiedad gubernamental. En 1982, Redpath Dorman Long, la parte de ingeniería de la empresa, fue adquirida por la compañía Trafalgar House, que en 1990 la fusionó con la Cleveland Bridge & Engineering Company de Darlington.

## Hierro y acero
La fabricación de hierro en Cleveland se remonta a la época de la antigua Roma, lo que atestiguan las escorias de hierro encontradas en Yorkshire del Norte, y también se sabe que la fabricación de hierro a pequeña escala tuvo lugar en Rievaulx y en la Abadía de Whitby y en el Priorato de Gisborough en el siglo XVII.
Algunos de los acontecimientos clave relacionados con la fabricación de hierro en Cleveland:
1837: Se abre la primera mina de mineral de hierro en Cleveland, en Grosmont, para la ferrería de Losh, Wilson and Bell.
1841: Bolckow and Vaughan abre la primera ferrería en Middlesbrough.
1850: el 8 de junio se descubrió la veta principal de mineral de hierro de Cleveland en Eston, hallazgo realizado por el patrón siderúrgico John Vaughan y el ingeniero de minas John Marley, ambos de Bolckow y Vaughan. Este hecho supuso el inicio de la fiebre del hierro de Cleveland.
1865: 30 altos hornos funcionaban en un radio de seis millas (unos 10 km) alrededor de Middlesbrough, con una producción anual de un millón de toneladas de hierro. Esto supuso que el área se convirtió en uno de los principales centros de producción de hierro del mundo.
1879: Sidney Thomas llegó a Cleveland y puso en marcha la primera acería comercial.
1903: Fusión parcial de las compañías de Bell con Dorman Long.

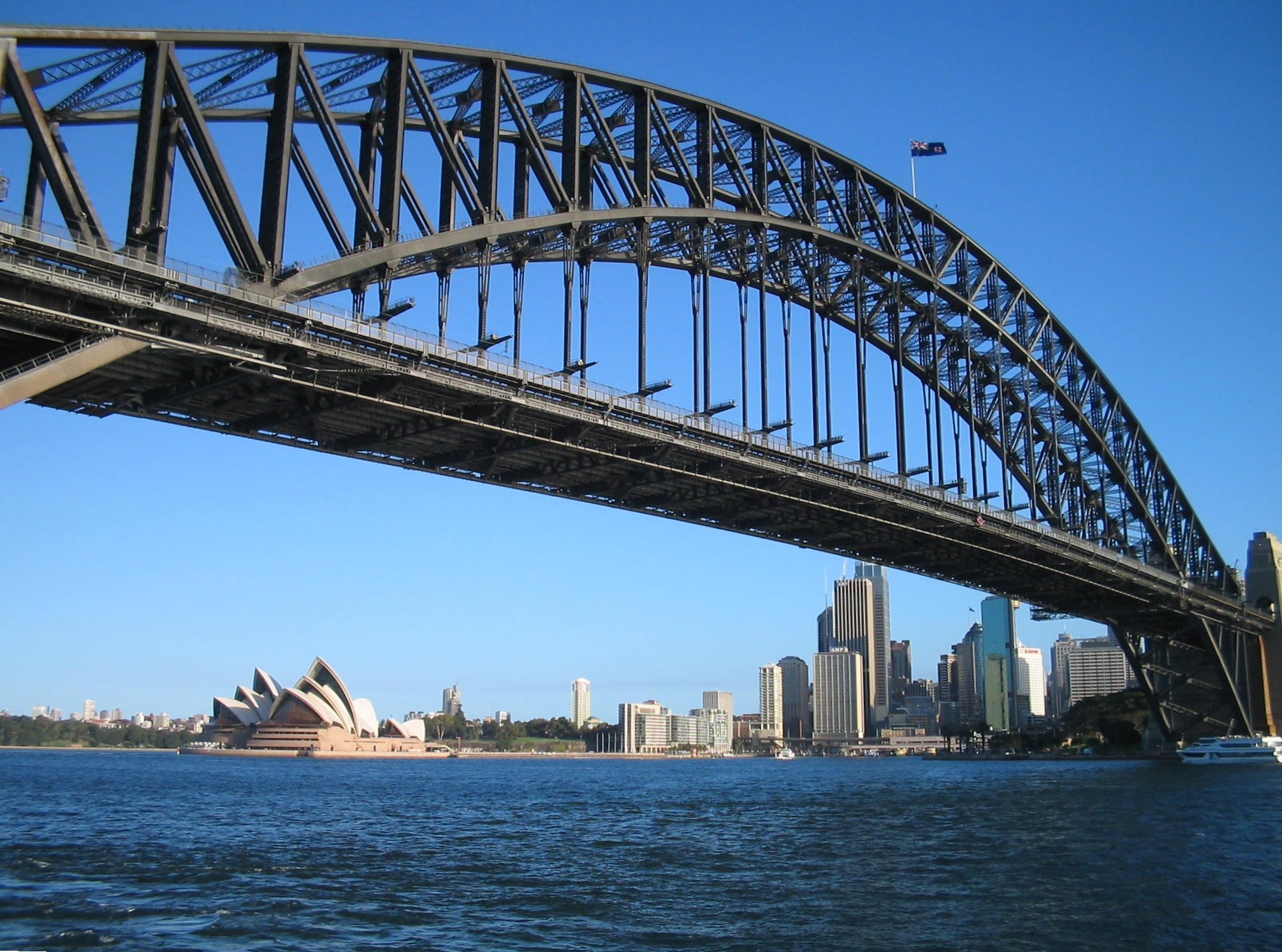
Puente de la bahía de Sídney, con el edificio de la ópera al fondo

1917: Se abre la planta siderúrgica de Redcar, que fabricaba acero en hornos de solera.
1928-9: Dorman Long se hizo cargo de los restos de Bell y Bolckow Vaughan.
1946: Dorman Long compró 600 acres (2,4 km²) de terreno entre Redcar y Cleveland Works para construir el complejo fabril de Lackenby.
1955: En el emplazamiento de la acería de Teesside se construyó la torre de Dorman Long, una combinación de silo de carbón, torre de agua contra incendios y sala de control.
1967: Dorman Long, South Durham Steel Iron Co y Stewarts and Lloyds se unieron para crear la British Steel and Tube Ltd.
1967: Se nacionalizó la industria siderúrgica y nace la British Steel Corporation.
1989: Se privatizó la empresa, convirtiéndose en la British Steel plc.
1990: Se fusionó con la Cleveland Bridge & Engineering Company, de Darlington.
1999: La British Steel plc se fusiono con la empresa holandesa de acero y aluminio Koninklijke Hoogovens para convertirse en el Corus Group.
2015: La antigua planta de Dorman Long Steel en Teesside cesó su producción después de que SSI suspendiera la planta de Redcar tras una caída mundial en el precio del acero y luego anunciara que su filial en el Reino Unido había entrado en liquidación.
2021: Cleveland Bridge quedó sometida a administración judicial.
2021: Se demuele la torre de Dorman Long, a pesar de estar listada como un monumento de Grado II.

## Construcción de puentes
El puente más famoso construido por una empresa de Teesside es el puente de la bahía de Sídney de Dorman Long de 1932, de construcción similar pero, contrariamente a la creencia popular, no inspirado en el puente del Tyne de 1928, una construcción considerada como el símbolo del orgullo Geordie de Tyneside, pero también un producto de la mano de obra de Dorman Long en Teesside. El mejor ejemplo del trabajo de Dorman Long en Teesside es el puente levadizo de Newport de un solo tramo (un elemento catalogado de grado II). Inaugurado por el duque de York en febrero de 1934, fue el primer puente de elevación vertical de Inglaterra.

### Lista de puentes construidos
La siguiente es una lista de algunos de los puentes construidos por Dorman Long (no completamente exhaustiva)
| Puente                                    | Localización                            | Año  | Longitud total | Longitud total | Notas | Imagen | Ref    |
| Puente                                    | Localización                            | Año  | pies           | metros         | Notas | Imagen | Ref    |
| ----------------------------------------- | --------------------------------------- | ---- | -------------- | -------------- | --- | ------ | ------ |
| Puente Omdurman                           | Nilo Blanco, Sudán                      | 1926 | 2012           | 613,3          | 7 vanos fijos, un vano oscilante, 3.700 toneladas |        | [ 26 ] |
| Puente de Desouk                          | Bajo Nilo, Egipto                       | 1927 | 2010           | 612,6          | 10 tramos, incluido un tramo giratorio de 194 pies (59,1 m), 3.800 toneladas |        | [ 27 ] |
| Puente del Tyne                           | Newcastle, Inglaterra                   | 1928 | 1254           | 382,2          | Aproximadamente 8.000 toneladas (carretera) |        | [ 28 ] |
| Puente Alfred Beit                        | Sudáfrica                               | 1929 | 1515           | 461,8          | 1.876 toneladas |        | [ 29 ] |
| Puente de la bahía de Sídney              | Sídney, Australia                       | 1932 | 3770           | 1149,1         | Peso total de la estructura de acero fabricada 51.000 toneladas, peso del acero en el arco 38.000 toneladas                                                                                        |        | [ 24 ] |
| Puente de Grafton                         | Grafton, Nueva Gales del Sur, Australia | 1932 | 1309           | 399            | Se trata de un puente basculante viario y ferroviario de doble nivel, llevando en el piso superior la calzada y en el inferior la vía del ferrocarril y el puente peatonal                         |        | [ 30 ] |
| Puente de Lambeth                         | Londres, Inglaterra                     | 1932 | 776            | 236,5          | 5 vanos, 4.620 toneladas (carretera) |        | [ 31 ] |
| Puente Memorial (Bangkok)                 | Tailandia                               | 1932 | 755            | 230,1          | 1.100 toneladas (carretera) |        | [ 32 ] |
| Khedive Ismail Bridge                     | El Cairo, Egipto                        | 1933 | 1250           | 381            | 3.000 toneladas |        | [ 33 ] |
| Puente de Newport                         | Middlesbrough                           | 1934 | 270            | 82,3           | El tramo de elevación central tiene 66 pies (20,1 m) de ancho, con un peso de 5400 toneladas largas (5486,7 t); las torres tienen 182 pies (55,5 m) de altura. El peso total es de 8.000 toneladas |        | [ 34 ] |
| Puente Birchenough                        | Zimbabue                                | 1935 | 1241           | 378,3          | 1.242 toneladas. |        | [ 35 ] |
| Puente de Storstrøm                       | Dinamarca                               | 1937 | 10 535         | 3211,1         | 21.000 toneladas (ferrocarril y carretera) |        | [ 36 ] |
| Puente sobre el río Qiantang              | China                                   | 1937 | 3480           | 1060,7         | 16 vanos iguales, 4.135 toneladas (ferrocarril y carretera) |        | [ 37 ] |
| Puente Adome (originalmente puente Volta) | Atimpoku, Ghana                         | 1957 | 1096           | 334,1          | Puente en arco con calzada suspendida del arco |        | [ 38 ] |
| Puente Silver Jubilee                     | Runcorn y Widnes, Inglaterra            | 1961 | 1582           | 482,2          | Carretera |        | [ 39 ] |

## Museo Dorman
En 1904, Sir Arthur Dorman donó el Dorman Museum a Middlesbrough en memoria de su hijo menor, George Lockwood Dorman, un ávido coleccionista que murió en la Guerra de los Bóeres. Entre las exhibiciones del museo se encuentra una colección de cerámica de la compañía local Linthorpe Pottery, conocida por sus esmaltes iridiscentes que, en ese momento, no se producían en ningún otro lugar de Europa.

## Torre de Dorman Long
La torre de Dorman Long se construyó entre 1955 y 1956 como planta de coquización para la producción de acero, siendo uno de los primeros ejemplos de arquitectura brutalista en el Reino Unido. Se programó su demolición en 2021 debido a su mal estado de conservación, pero se le otorgó el estatus de elemento patrimonial catalogado de Grado II, en una lista de emergencia publicada por Historic England el 10 de septiembre de 2021. La lista de emergencia citaba su importancia como un "ejemplo reconocido y celebrado de los primeros edificios de arquitectura brutalista", una "estructura sobreviviente única a nivel nacional de las industrias del carbón, del hierro y del acero del siglo XX", así como "por su asociación y carácter de anuncio de la compañía Dorman Long, que dominaba la industria del acero y de la ingeniería pesada de Teesside".
En uno de sus primeros actos como Secretaria de Cultura, Nadine Dorries revocó la inclusión de la torre en la lista de elementos catalogados (en medio de acusaciones de "vandalismo cultural"), lo que permitió programar la demolición del edificio. La torre se demolió entre las 00:00 y las 00:20 del 19 de septiembre de 2021 mediante una serie de explosiones controladas.